# Transformation de Hankel
le déterminant de la matrice de Hankel d'une suite
En mathématiques, la transformation de Hankel, ou transformation de Fourier-Bessel, exprime une fonction donnée f(r) comme l'intégrale pondérée de fonctions de Bessel du premier type Jν(kr). Les fonctions de Bessel dans la somme sont toutes du même ordre ν, mais diffèrent par un facteur k sur l'axe radial. Le coefficient nécessaire Fν de chaque fonction de Bessel dans la somme, vu comme une fonction du facteur d'échelle k, constitue la transformée.
Cette transformation peut être vue pour l'ordre {\displaystyle \nu =0} comme la transformation de Fourier d'une fonction {\displaystyle f(r,\theta )=f(r)}  définie sur un espace de dimension 2, muni d'un système de coordonnées circulaires {\displaystyle (r,\theta )}  indépendante de l'angle {\displaystyle \theta } et ne dépendant donc que de la coordonnée radiale {\displaystyle r}. Elle est donc tout particulièrement utilisée pour résoudre les équations linéaires de fonctions à deux dimensions à symétrie radiale. 

## Définition
La transformation de Hankel d'ordre ν d'une fonction f(r) est donnée par :
{\displaystyle F_{\nu }(k)=\int _{0}^{\infty }f(r)J_{\nu }(kr)\,r\operatorname {d} \!r}
où Jν est la fonction de Bessel du premier type d'ordre ν, avec ν ≥ − 1⁄2. La transformation de Hankel inverse de Fν(k) est définie par :
{\displaystyle f(r)=\int _{0}^{\infty }F_{\nu }(k)J_{\nu }(kr)k\operatorname {d} \!k.}
L'équivalence peut être obtenue par l'utilisation de l'orthogonalité des fonctions de Bessel.

### Domaine de définition
La transformation de Hankel d'une fonction f(r) est valide en tout point où f(r) est continu, supposant que la fonction est définie sur (0, ∞), qu'elle y est continue par morceaux et de variation bornée sur tout sous-intervalle de (0, ∞), et qu'elle vérifie
{\displaystyle \int _{0}^{\infty }|f(r)|\,r^{\frac {1}{2}}\operatorname {d} \!r<\infty .}
Cependant, comme la transformation de Fourier, le domaine peut être étendu par un argument de densité pour inclure des fonctions pour lesquelles l'intégrale précédente n'est pas définie, par exemple {\displaystyle f(r)=(1+r)^{-3/2}}.

## Orthogonalité
Les fonctions de Bessel forment une base orthogonale pour le produit scalaire suivant :
{\displaystyle \int _{0}^{\infty }J_{\nu }(kr)J_{\nu }(k'r)r\operatorname {d} \!r={\frac {\delta (k-k')}{k}},\qquad k,k'>0.}

## Application des théorèmes de Parseval et Plancherel
Soient f(r) et g(r) deux fonctions de transformées de Hankel respectives Fν(k) et Gν(k). Si celles-ci sont bien définies, alors le théorème de Plancherel donne
{\displaystyle \int _{0}^{\infty }f(r)g(r)r\operatorname {d} \!r=\int _{0}^{\infty }F_{\nu }(k)G_{\nu }(k)k\operatorname {d} \!k.}
En particulier, le théorème de Parseval donne :
{\displaystyle \int _{0}^{\infty }|f(r)|^{2}r\operatorname {d} \!r=\int _{0}^{\infty }|F_{\nu }(k)|^{2}k\operatorname {d} \!k,}
Ces deux résultats se déduisent simplement de la propriété d'orthogonalité.

## Relation avec les autres transformations intégrales

### Avec la transformation de Fourier
La transformation de Hankel d'ordre 0 est essentiellement la transformation de Fourier sur un espace de dimension 2 d'une fonction ayant une symétrie circulaire.
En effet, considérons une fonction  f (r) du vecteur radial r sur un espace de dimension 2. Sa transformée de Fourier est alors :
{\displaystyle F(\mathbf {k} )=\iint f(\mathbf {r} )e^{i\mathbf {k} \cdot \mathbf {r} }\operatorname {d} \!\mathbf {r} .}
Sans perte de généralité, on munit l'espace d'un système de coordonnées polaires (r, θ) tel que le vecteur k soit sur l'axe θ = 0. La transformée de Fourier se réécrit alors:
{\displaystyle F(\mathbf {k} )=\int _{r=0}^{\infty }\int _{\theta =0}^{2\pi }f(r,\theta )e^{ikr\cos(\theta )}\,r\operatorname {d} \!\theta \operatorname {d} \!r}
où θ désigne l'angle entre les vecteurs k et r. Si la fonction  f  présente une symétrie circulaire, elle est indépendante de la variable θ et peut se réécrire  f (r). L'intégration sur θ se simplifie et il reste :
{\displaystyle F(\mathbf {k} )=F(k)=2\pi \int _{0}^{\infty }f(r)J_{0}(kr)r\operatorname {d} \!r}
ce qui correspond à 2π fois la transformée de Hankel d'ordre 0 de  f (r). Quant à la transformation inverse,
{\displaystyle f(\mathbf {r} )={\frac {1}{(2\pi )^{2}}}\iint F(\mathbf {k} )e^{-i\mathbf {k} \cdot \mathbf {r} }\operatorname {d} \!\mathbf {k} ={\frac {1}{2\pi }}\int _{0}^{\infty }F(k)J_{0}(kr)k\operatorname {d} \!k}
donc  f (r) est la transformée de Hankel inverse d'ordre 0 de 1⁄2πF(k).
On peut généraliser au cas où  f  est développée en série multipolaire,
{\displaystyle f(r,\theta )={\frac {1}{\sqrt {2\pi }}}\sum _{m=-\infty }^{\infty }f_{m}(r)e^{im\theta },}
et si θk est l'angle entre la direction de k et l'axe θ = 0, alors
{\displaystyle {\begin{aligned}F(\mathbf {k} )&=\int _{0}^{\infty }r\operatorname {d} \!r\,\int _{0}^{2\pi }\operatorname {d} \!\theta \,f(r,\theta )e^{ikr\cos(\theta -\theta _{k})}\\&={\frac {1}{\sqrt {2\pi }}}\sum _{m}\int _{0}^{\infty }r\operatorname {d} \!r\,\int _{0}^{2\pi }\operatorname {d} \!\theta \,f_{m}(r)e^{im\theta }e^{ikr\cos(\theta -\theta _{k})}\\&={\frac {1}{\sqrt {2\pi }}}\sum _{m}e^{im\theta _{k}}\int _{0}^{\infty }r\operatorname {d} \!r\,f_{m}(r)\int _{0}^{2\pi }\operatorname {d} \!\varphi \,e^{im\varphi }e^{ikr\cos \varphi }&&\varphi =\theta -\theta _{k}\\&={\frac {1}{\sqrt {2\pi }}}\sum _{m}e^{im\theta _{k}}\int _{0}^{\infty }r\operatorname {d} \!r\,f_{m}(r)2\pi i^{m}J_{m}(kr)\\&={\sqrt {2\pi }}\sum _{m}i^{m}e^{im\theta _{k}}\int _{0}^{\infty }f_{m}(r)J_{m}(kr)r\operatorname {d} \!r.\\&={\sqrt {2\pi }}\sum _{m}i^{m}e^{im\theta _{k}}\sum _{t}f_{mt}\int _{0}^{R}r^{m}\left(1-\left({\tfrac {r}{R}}\right)^{2}\right)^{t}J_{m}(kr)r\operatorname {d} \!r&&(*)\\&={\sqrt {2\pi }}\sum _{m}i^{m}e^{im\theta _{k}}R^{m+2}\sum _{t}f_{mt}\int _{0}^{1}x^{m}(1-x^{2})^{t}J_{m}(kxR)x\operatorname {d} \!x&&x={\tfrac {r}{R}}\\&={\sqrt {2\pi }}\sum _{m}i^{m}e^{im\theta _{k}}R^{m+2}\sum _{t}f_{mt}{\frac {t!2^{t}}{(kR)^{1+t}}}J_{m+t+1}(kR).\end{aligned}}}
Le terme (∗) vient du fait que si  fm  est assez lisse près de l'origine et nulle en dehors d'une boule de rayon R, elle peut être développée en série de Tchebychev,
{\displaystyle f_{m}(r)=r^{m}\sum _{t\geq 0}f_{mt}\left(1-\left({\tfrac {r}{R}}\right)^{2}\right)^{t},\qquad 0\leq r\leq R.}
L'aspect important du point de vue numérique est que les coefficients du développement  fmt  peuvent être obtenus par des techniques similaires à une transformation de Fourier discrète.

### Avec les transformations de Fourier et Abel
La transformée de Hankel est un membre du cycle Abel-Fourier-Hankel d'opérateurs intégraux. En deux dimensions, si on note A l'opérateur de la transformation d'Abel, F comme l'opérateur de la transformation de Fourier et H l'opérateur de la transformation de Hankel d'ordre 0, alors le théorème de la tranche centrale (en) appliquées aux fonctions ayant une symétrie circulaire donne :
{\displaystyle FA=H.}
Ainsi, la transformation de Hankel d'ordre 0 d'une fonction revient à une transformation d'Abel d'une fonction 1D puis à une transformation de Fourier.

## Quelques transformées de Hankel
On se réfère à l'ouvrage de Papoulis.
| {\displaystyle f(r)\,}                                      | {\displaystyle F_{0}(k)\,} |
| ----------------------------------------------------------- | --- |
| {\displaystyle 1\,}                                         | {\displaystyle {\tfrac {\delta (k)}{k}}} |
| {\displaystyle {\tfrac {1}{r}}}                             | {\displaystyle {\tfrac {1}{k}}} |
| {\displaystyle r\,}                                         | {\displaystyle -{\tfrac {1}{k^{3}}}} |
| {\displaystyle r^{3}\,}                                     | {\displaystyle {\tfrac {9}{k^{5}}}} |
| {\displaystyle r^{m}\,}                                     | {\displaystyle {\frac {2^{m+1}\Gamma \left({\tfrac {m}{2}}+1\right)}{k^{m+2}\Gamma \left(-{\tfrac {m}{2}}\right)}},\qquad -2<\Re (m)<-{\tfrac {1}{2}}}                                              |
| {\displaystyle {\frac {1}{\sqrt {r^{2}+z^{2}}}}\,}          | {\displaystyle {\frac {e^{-k\|z\|}}{k}}={\sqrt {\frac {2\|z\|}{\pi k}}}K_{-{\tfrac {1}{2}}}(k\|z\|)\,}                                                                                              |
| {\displaystyle {\frac {1}{r^{2}+z^{2}}}}                    | {\displaystyle K_{0}(kz)\qquad z\in \mathbf {C} } |
| {\displaystyle {\tfrac {e^{iar}}{r}}}                       | {\displaystyle {\frac {i}{\sqrt {a^{2}-k^{2}}}}\qquad a>0,k<a.} |
| {\displaystyle e^{-{\frac {1}{2}}a^{2}r^{2}}}               | {\displaystyle {\frac {1}{a^{2}}}e^{-{\tfrac {k^{2}}{2a^{2}}}}} |
| {\displaystyle -r^{2}f(r)\,}                                | {\displaystyle {\frac {\operatorname {d} ^{2}\!F_{0}}{\operatorname {d} \!k^{2}}}+{\frac {1}{k}}{\frac {\operatorname {d} \!F_{0}}{\operatorname {d} \!k}}}                                         |
| {\displaystyle f(r)\,}                                      | {\displaystyle F_{\nu }(k)\,} |
| {\displaystyle r^{s}\,}                                     | {\displaystyle {\frac {2^{s+1}}{k^{s+2}}}{\frac {\Gamma \left({\tfrac {1}{2}}(2+\nu +s)\right)}{\Gamma ({\tfrac {1}{2}}(\nu -s))}}}                                                                 |
| {\displaystyle r^{\nu -2s}\Gamma \left(s,r^{2}h\right)\,}   | {\displaystyle {\tfrac {1}{2}}\left({\tfrac {k}{2}}\right)^{2s-\nu -2}\gamma \left(1-s+\nu ,{\tfrac {k^{2}}{4h}}\right)\,}                                                                          |
| {\displaystyle e^{-r^{2}}r^{\nu }U\left(a,b,r^{2}\right)\,} | {\displaystyle {\frac {\Gamma (2+\nu -b)}{2\Gamma (2+\nu -b+a)}}\left({\tfrac {k}{2}}\right)^{\nu }e^{-{\frac {k^{2}}{4}}}\,_{1}F_{1}\left(a,2+a-b+\nu ,{\tfrac {k^{2}}{4}}\right)}                 |
| {\displaystyle -r^{2}f(r)\,}                                | {\displaystyle {\frac {\operatorname {d} ^{2}\!F_{\nu }}{\operatorname {d} \!k^{2}}}+{\frac {1}{k}}{\frac {\operatorname {d} \!F_{\nu }}{\operatorname {d} \!k}}-{\frac {\nu ^{2}}{k^{2}}}F_{\nu }} |

Kn(z) est la fonction de Bessel modifiée du second type. L'expression
{\displaystyle {\frac {\operatorname {d} ^{2}\!F_{0}}{\operatorname {d} \!k^{2}}}+{\frac {1}{k}}{\frac {\operatorname {d} \!F_{0}}{\operatorname {d} \!k}}}
correspond à l'opérateur de Laplace en coordonnées polaires (k, θ) appliquée à une fonction ayant une symétrie sphérique F0(k).
Les transformées de Hankel des polynômes de Zernike sont des fonctions de Bessel (Noll 1976):
{\displaystyle R_{n}^{m}(r)=(-1)^{\frac {n-m}{2}}\int _{0}^{\infty }J_{n+1}(k)J_{m}(kr)\operatorname {d} \!k}
pour tous n − m ≥ 0.